# 스이닌 천황

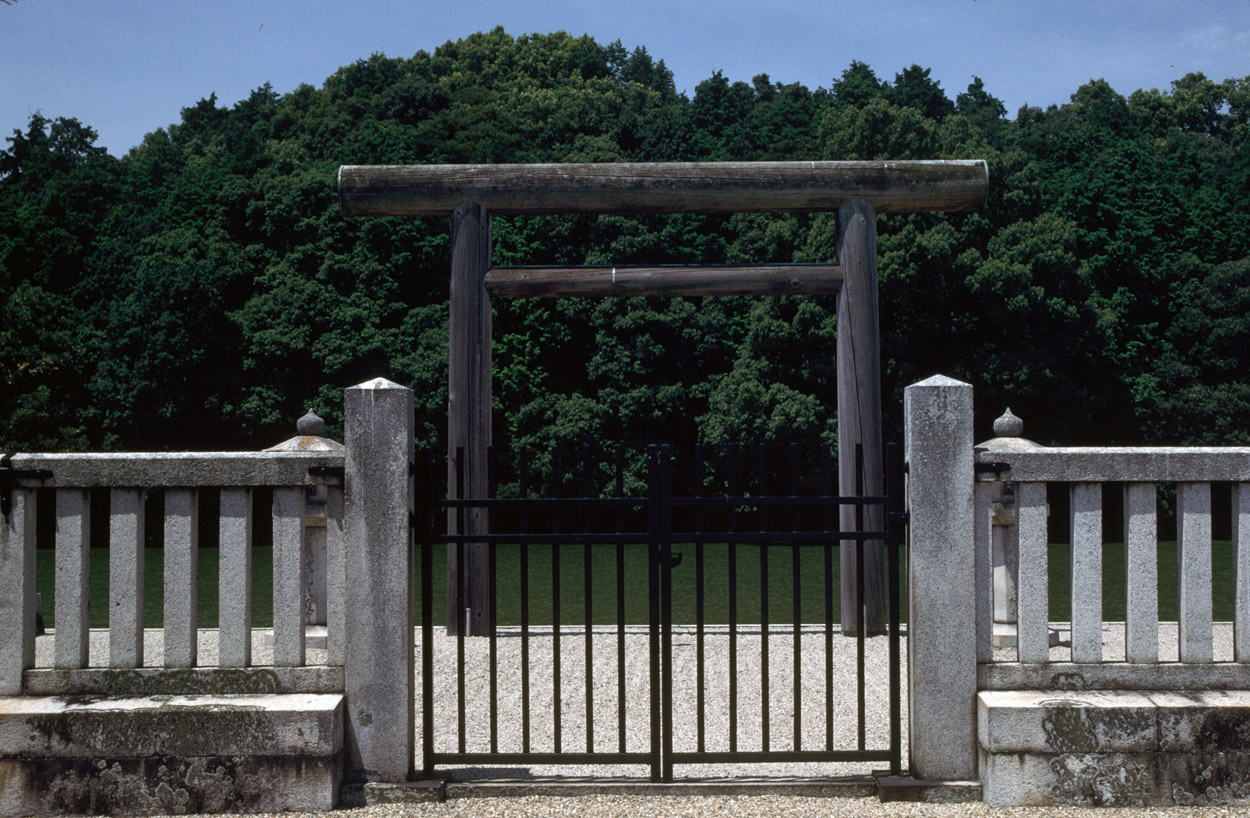
스이닌 천황의 무덤

스이닌 천황(일본어: 垂仁天皇 스이닌텐노[*], 기원전 69년 1월 26일 ~ 70년 8월 8일)은 일본의 제11대 천황(재위 : 기원전 29년 1월 2일 ~ 70년 8월 8일)으로 전하는 인물이다. 시호는 이쿠메이리비코이사치노미코토 (《고사기》 : 이구미이리비고이좌지명, 일본어: 伊久米伊理毘古伊佐知命, 《상륙국풍토기》 : 이구미천황, 伊久米天皇, 《영집해》 : 생목천황, 生目天皇, (《상궁기》 : 이구모이이비고, 伊久牟尼利比古 いくむにりひこ大王[*])이다. 스진 천황과 미마키히메의 황자로 태어났다.

## 개요
전설에 의하면, 스이닌 천황은 그의 딸 야마토히메노미코토 공주에게 태양의 여신 아마테라스 오미카미를 위한 식을 거행할 적합한 영구적인 장소를 찾게 하였다. 20년 후 그녀는 이세에 정착하여 이세 신궁을 세웠다. 니혼쇼키에는 노미노 수쿠네와 타이마노 케하야의 씨름 시합을 기록하였는데, 그것이 스모의 근원이 되었다고 한다. 일본에서는 한때 이 인물을 실존했던 인물로 받아들였으나 실제로 일본을 다스렸을 것이라는 확증은 없다. 그가 통치한 지역은 야마토 지역으로 알려지게 되었다. 지엔은 또 스이닌 천황의 치세에 최초의 여사제 사이오 또는 사이구가 이세 신궁에서 임명되었다고 설명한다.

## 가족 관계

### 선조
- 조부 : 일본 제9대 천황 가이카 천황(開化天皇, 기원전 208년 ~ 기원전 98년)
- 조모 : 이카가시코메노미코토(伊香色謎命)
  - 아버지 : 일본 제10대 천황 스진 천황(崇神天皇, 기원전 148년 ~ 기원전 29년)
- 외조부 : 오히코노미코토(大彦命) - 일본 제8대 고겐 천황의 황자
  - 어머니 : 미마키히메(御間城姫)

### 부인과 후손
- 황후(前) : 사호히메노미코토(狭穂姫命, ? ~ 기원전 24) - 일본 제9대 가이카 천황(開化天皇)의 황자 히코이마스노미코(彦坐王)의 딸, 스이닌 5년에 불에 타 죽음.
  - 장남 : 호무쓰와케노미코토(誉津別命)
- 황후(後) : 히바스히메노미코토(日葉酢媛命) - 비 마토노히메(真砥野媛)의 언니
  - 차남 : 이니시키이리비코노미코토(五十瓊敷入彦命)
  - 3남 : 일본 제12대 케이코 천황(景行天皇, 기원전 13~130)
  - 딸 : 오나카쓰히메노미코토(大中姫命) - 《고사기》에서는 오나카쓰히코노미코토(大中津日子命)라고 기록.
  - 4녀 : 야마토히메노미코토(倭姫命)
  - 4남 : 와카키니이리히코노미코토(稚城瓊入彦命)
- 비 : 누바타니이리히메(渟葉田瓊入媛)
  - 5남 : 누테시와케노미코토(鐸石別命)
  - 딸 : 이카타라시히메노미코토(胆香足姫命)
- 비 : 마토노히메(真砥野媛) - 황후 히바스히메노미코토(日葉酢媛命)의 여동생
- 비 : 아자미니이리히메(薊瓊入媛)
  - 6남 : 이코하야와케노미코토(息速別命)
  - 딸 : 와카아사쓰히메노미코토(稚淺津姫命)
- 비 : 카구야 히메(迦具夜比賣)
  - 7남 : 오나베노미코(袁那弁王) - 고사기에서만 나옴.
- 비 : 가니하타토베(綺戸辺) - 비 가리하타토베(薊幡戸辺)의 여동생
  - 10남 : 이와쓰쿠와케노미코토(磐撞別命)
    - 손녀 : 미즈하노이라쓰메(水歯郎媛) - 일본 제12대 게이코 천황의 비

  - 딸 : 후타지이리히메노미코토(兩道入姫命)
- 비 : 가리하타토베(薊幡戸辺) - 비 가니하타토베(綺戸辺)의 언니
  - 8남 : 오치와케노미코토(祖別命)
  - 9남 : 이카타라시히코노미코토(五十日足彦命)
  - 11남 : 이타케루와케노미코토(胆武別命)
- ?
  - 12남 : 쓰부라메노미코토(円目王) - 생모미상

## 같이 보기
- 아메노히보코
- 백제
  - 온조왕 (기원전 18년~서기 29년)
- 신라
  - 박혁거세 거서간 (기원전 57년~서기 4년)

| 전 임 스진 천황 | 제11대 일본 천황 기원전 29년 1월 2일? ~ 70년 8월 8일? | 후 임 게이코 천황 |